# Zi Faámelu

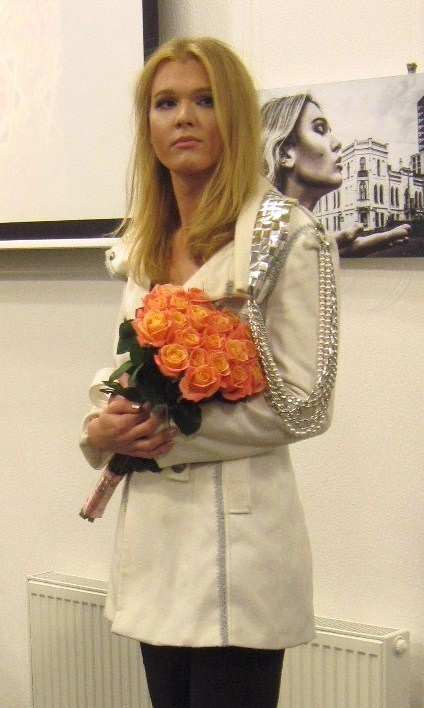
Zi Faámelu (2012)

Borys Maksymowytsch Kruhlow (ukrainisch Борис Максимович Круглов; * 12. Dezember 1990 in Tschornomorske), besser bekannt als Zi Faámelu, ist eine ukrainische Singer-Songwriterin.

## Biografie
Sie wurde als Junge namens Borys Maksymowytsch Kruhlow geboren und absolvierte eine Musikschule. Nach dem Schulabschluss reiste sie nach Kiew. Sie bewarb sich für die Gesangsabteilung der Kiewer Nationalen Universität für Kultur und Kunst (KNUKiM), aber wurde beim ersten Mal nicht aufgenommen und arbeitete als DJ, Flyer-Verteilerin und Model. Sie bestand eine weitere Aufnahmeprüfung für die KNUKiM und studierte an der Fakultät für Showbusiness-Management. 2012 schloss sie ihr Studium ab.
2008 nahm sie in Kiew an der Gesangs-Reality-TV-Sendung Fabryka sirok (Sternfabrik) auf Nowyj kanal teil und trat unter dem Künstlernamen Boris Aprel auf. Die Idee für diesen Namen hatte sie aus dem Märchen Die zwölf Monate. Laut ihrer Meinung war der April der „jüngste, der hellste und unschuldigste“ und der Monat habe „ein völlig zweideutiges Geschlecht.“ Sie erreichte durch ein Publikumsvoting das Finale und belegte den dritten Platz. Danach begann sie mit anderen Teilnehmenden der Sendung eine Tournee in ukrainischen Städten. Sie gab auch Solokonzerte und mehrere Publikationen veröffentlichten Interviews mit ihr. Im März 2010 startete ein neues Fernsehprojekt namens Fabryka sirok Superfinal, an dem sie ebenfalls teilnahm. Im selben Jahr moderierte sie die Sendung Naschtschadky pioneriw (Nachkommen von Pionieren) auf Perschyj Nazionalnyj. Im Oktober 2010 erschien ihr Debütstudioalbum Іnkognіto. Danach reiste sie hauptsächlich für Konzerte ins Ausland. Ihr Stimmumfang beträgt vier Oktaven.
2012 reiste sie nach China, wo sie mehrere Konzerte in verschiedenen Städten gab und ehrenamtlich als Englischlehrerin für Kinder aus armen Familien arbeitete. Sie zog in die USA um und erhielt 2013 einen Bachelorabschluss. Am 12. Dezember 2014 outete sie sich als Transfrau und erklärte, dass sie ab jetzt Anna Aprel heißt. Sie ließ sich einer Brustvergrößerung unterziehen. Sie gab an, dass sie sich keiner geschlechtsangleichenden Operation unterzogen habe, betonte aber, trotzdem eine vollwertige Frau zu sein. 2018 nahm sie unter dem Pseudonym Siandscha am ukrainischen Ableger von The Voice mit Potap als ihrem Mentor teil. Als sie als Englischlehrerin für Kinder arbeitete, hatte sie sehr langes weißes Haar und die Kinder nannten sie „Angel“ (Engel). Wenig später wurde aus „Angel“ „Siandscha.“ 2020 änderte sie ihr Pseudonym in Zi Faámelu.
Mit Beginn des russischen Überfalls auf die Ukraine 2022 sollte sie in die ukrainische Armee eingezogen werden. Sie versuchte, das Land zu verlassen, wurde jedoch an der Grenze zur EU aufgehalten. Sie war als Mann im wehrpflichtigen Alter in den Dokumenten aufgeführt. Männer sind in Kriegszeiten gesetzlich verpflichtet, im Land zu bleiben. Sie hat die erforderlichen Unterlagen für die Änderung ihres Geschlechts in ihren Dokumenten nicht vorbereitet und das Verfahren nicht befolgt. In einem Interview mit Vice antwortete sie auf die Frage, warum sie ihre Ausweisdokumente nicht schon früher geändert habe, dass das Verfahren in der Ukraine „erniedrigend“ sei. Sie habe gesehen, wie Menschen „monatelang in psychiatrischen Anstalten bleiben mussten, mit psychologischen und physischen Tests zum Nachweis ihres Geschlechts.“
Sie gab mehreren westlichen Medien Interviews, in denen sie über die Diskriminierung transgeschlechtlicher Menschen in der Ukraine sprach. Als Reaktion darauf wies KyivPride, eine 2012 gegründete Nichtregierungsorganisation, die an der Spitze der Bemühungen steht, die Gesetze der Ukraine zu reformieren, um Hassverbrechen und Diskriminierung aufgrund sexueller Orientierung und Geschlechtsidentität unter Strafe zu stellen, die Vorwürfe zurück. Edward Reese, ein Projektassistent von KyivPride, verwies auf ein Jahrzehnt der Gleichberechtigungsmärsche in der Ukraine. Lenny Emson, der Direktor von KyivPride, sagte, dass „transgeschlechtliche Aktivisten in der Ukraine jahrelang dafür kämpften, den Prozess der Geschlechtsumwandlung deutlich zu vereinfachen.“
Sie verließ das Land illegal, indem sie nachts über die Donau an der Grenze nach Rumänien schwamm, wo sie in einem Flüchtlingszentrum landete. Seit dem 10. März 2022 befindet sie sich mit Flüchtlingsstatus in Deutschland und wurde von einer deutschen Familie aufgenommen. Sie drückte in ihren Beiträgen im Internet ihre Wertschätzung und Dankbarkeit gegenüber der ukrainischen Armee aus, die ihr Land nun beschützt und nahm an mehreren LGBT-Veranstaltungen im Ausland teil.
Über Zi Faámelu wurde in internationalen Medien berichtet. Darunter in NBC News, CBS News, Gay Times, Rolling Stone und im Tagesspiegel.

## Diskografie
Studioalbum
- 2010: Inkognito (Astra Rekords)

Singles
- 2020: Fallen Angel
- 2020: Undiscovered Animal (Records DK)